# Tordères
Tordères en francés y oficialmente, Torderes en catalán,  es una localidad y comuna francesa, situada en el departamento de Pirineos Orientales, región de Languedoc-Rosellón, comarca histórica del Rosellón. 
Sus habitantes reciben el gentilicio de tordéraises en francés o torderenc, torderenca en catalán.

## Geografía

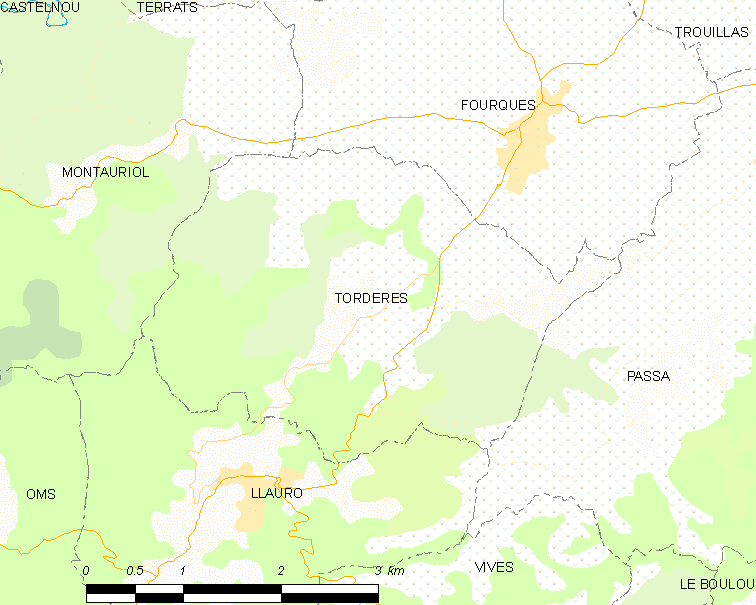

## Demografía
| 57 | 60 | 46 | 50 | 75 | 145 |
| Para los censos de 1962 a 1999 la población legal corresponde a la población sin duplicidades (Fuente: INSEE [Consultar]) |    |    |    |    |     |

## Lugares de interés
Iglesia románica consagrada a Saint Nazaire.